# Perrine Clair
Perrine Clair (Bourg-Saint-Maurice, 25 gennaio 1999) è una sciatrice alpina francese.

## Biografia
Originaria di Bourg-Saint-Maurice e attiva dal novembre del 2015, in Coppa Europa Perrine Clair ha esordito il 31 gennaio 2019 a Tignes in slalom gigante (30ª), ha ottenuto il miglior piazzamento il 1º febbraio 2019 a nella medesima località in parallelo (17ª) e ha preso per l'ultima volta il via il 15 febbraio 2021 a Götschen in slalom gigante, senza completare la prova; si è ritirata al termine di quella stessa stagione 2020-2021 e la sua ultima gara è stata uno slalom speciale FIS disputato il 1º aprile a Méribel. Non ha debuttato in Coppa del Mondo e non ha preso parte a rassegne olimpiche o iridate; dalla stagione 2024-2025 si è dedicata allo sci alpino paralimpico, nel ruolo di atleta guida per sciatori ipovedenti in coppia con Hyacinthe Deleplace.

## Palmarès

### Sci alpino

#### Coppa Europa
- Miglior piazzamento in classifica generale: 163ª nel 2019

#### Campionati francesi
- 1 medaglia:
  - 1 bronzo (slalom speciale nel 2021)